# دميترو نيبوهودوف
دميترو نيبوهودوف (17 فبراير 1988 بكييف في أوكرانيا - ) هو لاعب كرة قدم كازاخستاني وأوكراني في مركز حراسة المرمى. شارك مع منتخب أوكرانيا تحت 17 سنة لكرة القدم ومنتخب أوكرانيا تحت 18 سنة لكرة القدم ومنتخب أوكرانيا تحت 19 سنة لكرة القدم ومنتخب أوكرانيا تحت 21 سنة لكرة القدم. أما مع النوادي، فقد لعب مع أولمبيك مارسيليا وميتالورغ دونيتسك ونادي بانانتس ونادي فورسكلا بولتافا.

## وصلات خارجية
- دميترو نيبوهودوف على موقع الاتحاد الأوربي (الإنجليزية)
- دميترو نيبوهودوف على موقع الاتحاد الأوربي (الإنجليزية)
- دميترو نيبوهودوف على موقع اتحاد أوكرانيا (الإنجليزية)
- دميترو نيبوهودوف على موقع ناشيونال فوتبول تيمز (الإنجليزية)
- دميترو نيبوهودوف على موقع Soccerway.com (الإنجليزية)